# 피자헛

피자헛이 진출해 있는 국가

피자헛(Pizza Hut)은 미국의 피자 프랜차이즈이다. 현재 100여 개국 이상에 피자헛 점포를 두고 있으며, 일부 점포에서는 고객이 직접 와서 피자헛 제품을 먹거나 테이크아웃을 할 수 있는 피자헛 레스토랑이기도 하다. 피자헛은 1958년 미국 캔자스주 위치타에서 프랑크와 댄 카이니 형제에 의해 작은 점포를 여는 것부터 시작되었으며, 본사는 텍사스주 플레이노에 위치해 있다. 피자헛의 '헛'(Hut)은 오두막(Hut)이라는 뜻으로 '피자 오두막'이라는 뜻이 된다. 1977년부터 피자헛은 펩시코가 소유하였으나, 지금은 펩시코에서 분리된 얌! 브랜즈에 속한다.

## 역사

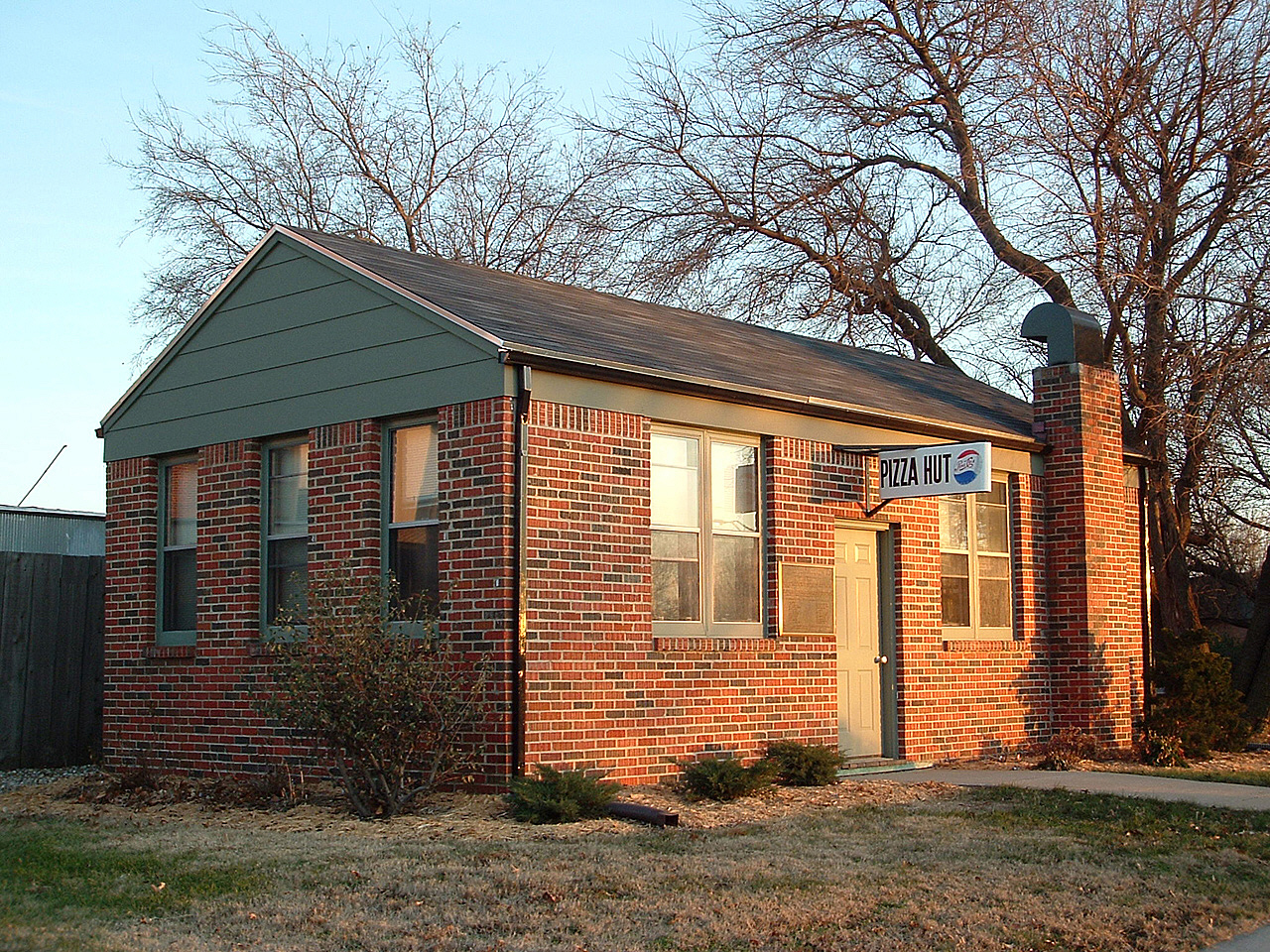
1958년 5월 31일에 첫 문을 연 1호점 피자헛. (캔자스주 위치타)

피자헛은 1958년 5월 31일 위치타 주립대 학생인 댄(Dan)과 프랭크 카니(Frank Carney) 형제에 의해 캔자스주 위치타의 단일 매장에서 시작되었다. 6개월 후 두 번째 매장을 열었고 1년 안에 6개 매장을 운영하게 되었다.
초기 직원 중 한 명은 위치타 주립 대학에서 대학생이자 축구 선수로 근무하면서 회사에서 일했던 미래의 프로 풋볼 명예의 전당 감독 빌 파셀스(Bill Parcells)였다. 파셀스는 경력(로스쿨 포함)을 위해 프랜차이즈를 고려하고 있었지만 대신 코칭을 선택하여 결국 내셔널 풋볼 리그의 수석 코치가 되었다.
이 두 형제는 1959년에 프랜차이즈 사업을 시작했다. 상징적인 피자헛 건물 스타일은 시카고 건축가인 조지 린드스트롬(George Lindstrom)이 1963년에 디자인했고 1969년에 구현되었다.
펩시코는 1977년 11월 피자헛을 인수했다. 1997년 5월 30일 펩시코는 타코벨 및 KFC와 함께 피자헛을 트라이콘 글로벌 레스토랑(Tricon Global Restaurant, Inc.)이라는 새로운 회사로 분사시켰다. 이 회사는 2002년 5월 22일에 얌! 브랜즈라는 이름을 사용했다.
미시시피강 동쪽의 최초의 피자헛 레스토랑은 1966년 로렌스 버베릭(Lawrence Berberick)과 게리 마이어스(Gary Meyers)에 의해 오하이오주 아테네에 문을 열었다.
1994년 8월, 피자헛과 산타크루즈 운영(SCO)은 소비자가 자신의 컴퓨터를 사용하여 지역 피자헛 레스토랑에서 피자 배달을 주문할 수 있도록 하는 산타크루즈 지역의 파일럿 프로그램인 피자넷(PizzaNet)을 발표했다. 이는 캔자스주 위치타에 있는 중앙 피자헛 서버에 인터넷을 연결한다. 피자넷 응용 소프트웨어는 SCO의 전문 서비스 그룹에서 개발했다. 피자넷은 최초의 상용 라이센스 및 번들 인터넷 운영 체제인 SCO 글로벌 액세스를 기반으로 했다.
2011년 3월 31일, 캐나다 피자헛의 소유주인 프리즘(Priszm)은 온타리오와 브리티시 컬럼비아에서 파산 보호에 들어갔다.
2015년에는 맨해튼 애기빌 지역의 피자헛에 위치한 레스토랑이었던 가장 오래 운영된 피자헛이 문을 닫았다.
회사는 지난 2년 동안 감소했던 매출을 늘리기 위한 노력의 일환으로 2014년 11월 19일에 시작된 브랜드 변경을 발표했다. 메뉴를 확대해 크러스트 맛, 스페셜티 피자 11종 등 다양한 품목을 선보였고, 회사 직원 유니폼도 새롭게 디자인했다. 2017년에 피자헛은 영국에 본사를 둔 리치토피아(Richtopia)가 선정한 세계에서 가장 영향력 있는 브랜드 200개 중 24위에 올랐다.
2019년 6월 25일과 27일, 피자헛이 1976년부터 1999년까지 사용했던 로고와 빨간 지붕 디자인을 다시 가져왔다는 소식이 전해졌다.
2019년 8월 7일, 피자헛은 미국 내 7,496개 다이닝 레스토랑 중 약 500개를 2021년 중반까지 폐쇄하겠다고 발표했다.
2020년 8월 18일, 피자헛은 최대 프랜차이즈 중 하나인 NPC 인터내셔널이 파산한 후 최대 300개의 레스토랑을 폐쇄할 것이라고 발표되었다. 2021년 3월, 플린 레스토랑 그룹(Flynn Restaurant Group)은 NPC의 937개 피자헛 매장을 인수했다.

## 나라별 현황
얌! 브랜즈 하에서 국제적으로 운영되는 피자헛의 지역은 아래와 같다.
- 북미 지역의 캐나다와 멕시코
- 한국, 인도,[21][22] 방글라데시,[23][24] 파키스탄, 스리랑카, 중국, 사우디아라비아, 아랍에미리트, 영국, 유럽연합, 카타르, 필리핀, 베트남, 태국, 말레이시아, 싱가포르, 인도네시아, 브루나이, 홍콩, 대만, 미얀마, 일본, 마카오[25]
- 이집트

피자헛의 중국 사업은 얌! 스핀오프 얌차이나의 일부이다. 피자헛은 이라크에 문을 연 최초의 미국 프랜차이즈 중 하나였다.

### 한국

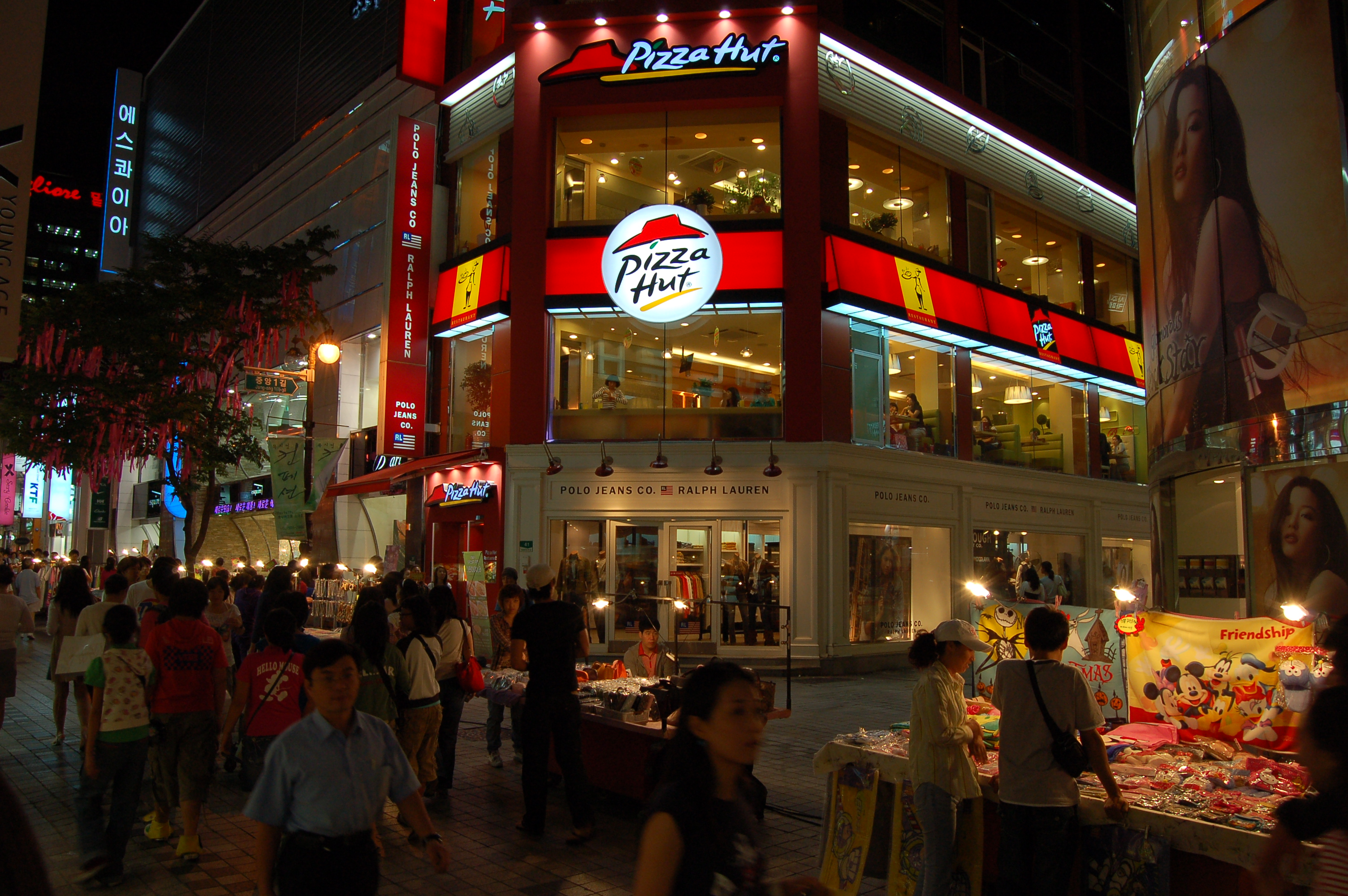
피자헛 명동 본점

한국에서는 1985년 2월 22일에 성신제가 운영하는 동신식품이 사업권을 얻어 서울특별시 용산구 이태원동에 첫 점포를 열었으며, 도입 당시 큰 인기를 얻었다. 하지만 큰 인기를 알게 된 본사가 직접 진출을 결심하여 소송 끝에 1993년에 본사가 사업권을 따내 직접 운영하게 되었다. 2015년 2월 현재 직영점 104개와 가맹점 204개 등 총 308개의 매장을 두고 있다. 2017년 8월 투자회사인 오차드원(케이에이치아이)에 지분 매각되어 운영되고 있다.

#### 논란
2012년 7월 피자헛 본사는 수유리점, 월계점, 망우점, 외대2호점, 전농점 등에 재계약을 조건으로 배달영역 이관 및 축소를 요구해 해당 점주들과 분쟁을 빚고 있다. 이들 가맹점들은 배달영역이 줄어들 경우 매출은 물론 영업이익도 줄게 되는 반면 한국피자헛 본사는 이익률을 높일 수 있다. 피자헛의 경우 프랜차이즈 가맹점은 수익의 6%가량을 로열티 명목으로 본사에 납부하지만 직영점은 매출과 이익 전체가 본사로 흘러들어가는 구조로 되어 있기 때문이다. 가맹점주들은 본사가 가맹계약을 맺겠다는 사람들이 줄서 있다고 압박하고 있다면서 이는 우월적 지위를 이용한 횡포라고 주장했다. 이에 대해 한국피자헛 관계자는 고객만족과 서비스 품질향상을 위한 것이라고 주장했다.

### 일본
일본은 1970년대 당시 교외(시골 등)에서 처음으로 선보인 피자 전문 레스토랑 체인점을 등장시킨 이래, 피자헛은 거의 무색할 정도로 보이게 되는 수준에 이르자, 일본 KFC의 관련 일본어 문단에 의하면, 2001년 5월 일본 KFC 내부에 마련된 딜리버리 사업부가 신설되면서 피자헛 일본 법인이 본격적으로 영업이 개시되었으나, 현재는 KFC 일본 법인에서 분사, 현재는 독자적인 업체로 성장되고 있다. 그러나 공급하고 있는 콜라 등 음료 보틀러 제품들은 코카-콜라 계열의 제품을 위주로 보급되어 있다.

### 호주
피자헛은 1970년에 호주로 확장하여, 같은 해 4월에 뉴사우스웨일스주 벨필드에 첫 번째 식당을 열었다. 2016년, 사모펀드 회사인 알레그로 펀즈와 현지 관리 팀이 Yum! Brands로부터 호주 피자헛의 마스터 프랜차이즈 계약을 인수했다. 2023년 6월, 알레그로는 피자헛 호주를 미국의 프랜차이즈 운영 업체인 플린 레스토랑 그룹에 매각했다. 2023년 6월 기준으로 호주에는 약 260개의 피자헛 매장이 있다.
2024년 5월, 호주 프랜차이즈 피자 팬 그룹은 호주 스팸 법률을 위반하여 4개월 동안 1천만 건의 마케팅 스팸 메시지를 발송한 혐의로 AU$ 250만 벌금을 부과받았다. 이에 따라 호주 통신 미디어 당국에 정기적으로 보고하도록 지시되었다.

## 사진

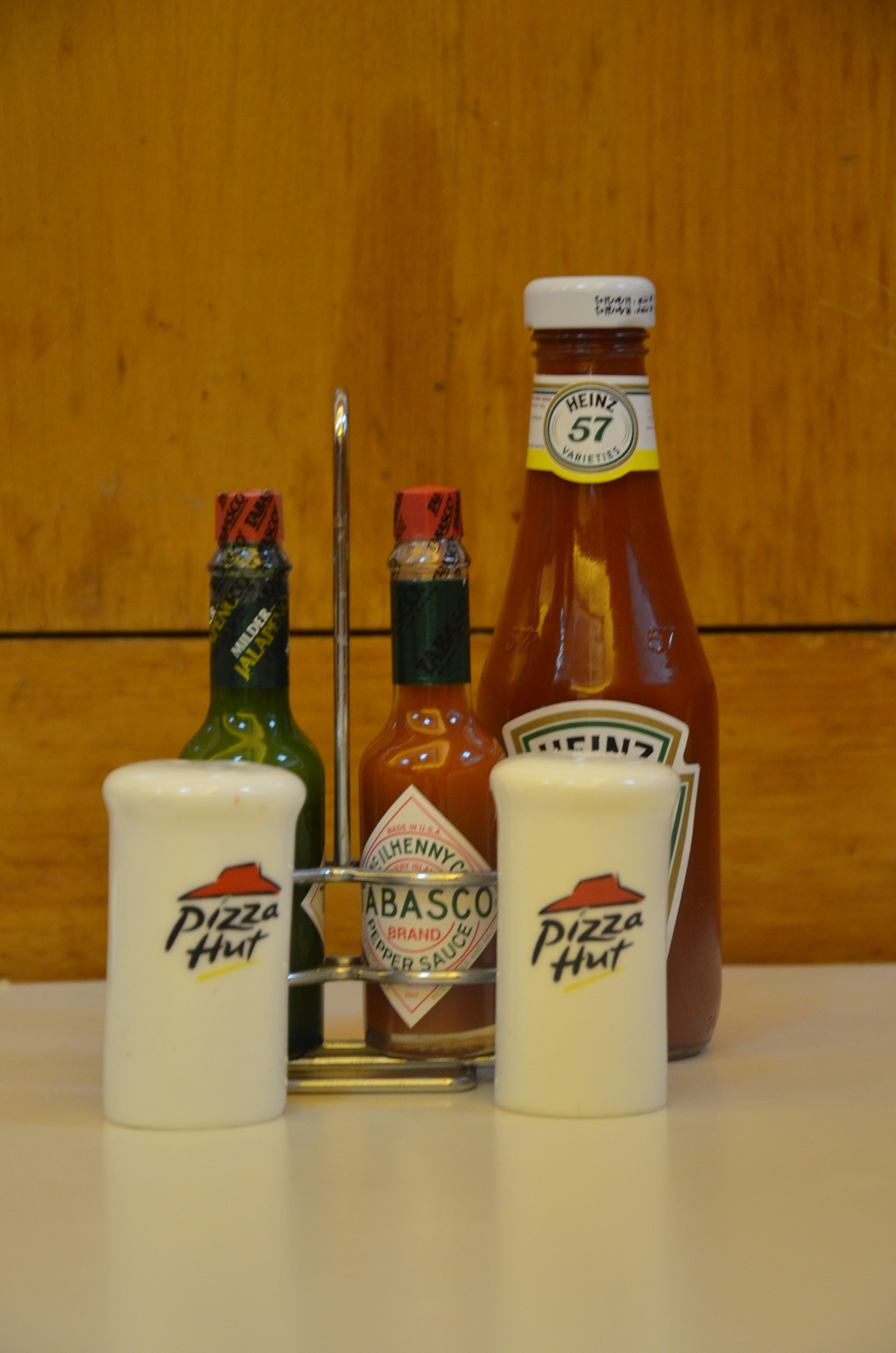
피자헛 후추, 소금
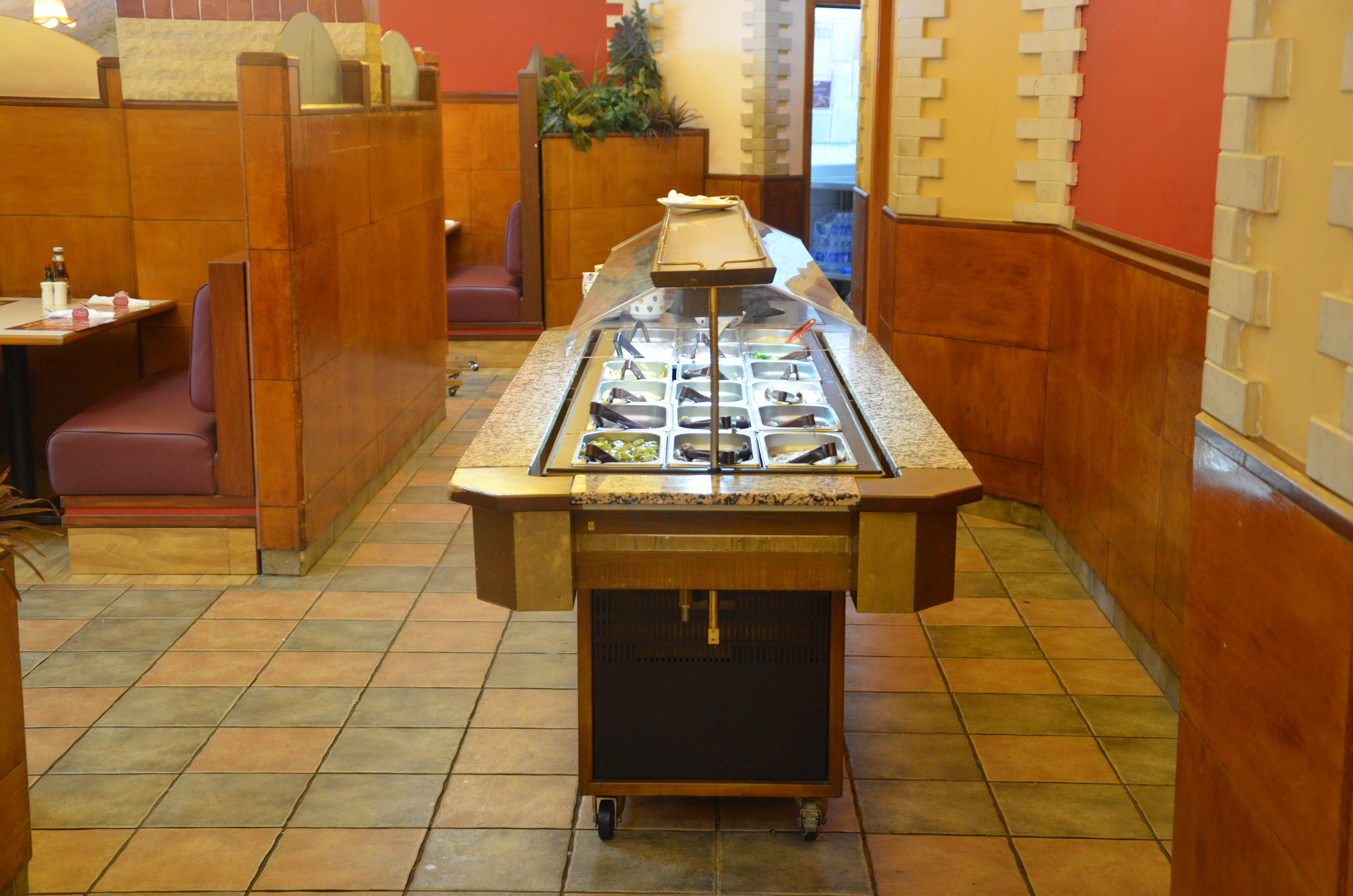
피자헛 샐러드 바
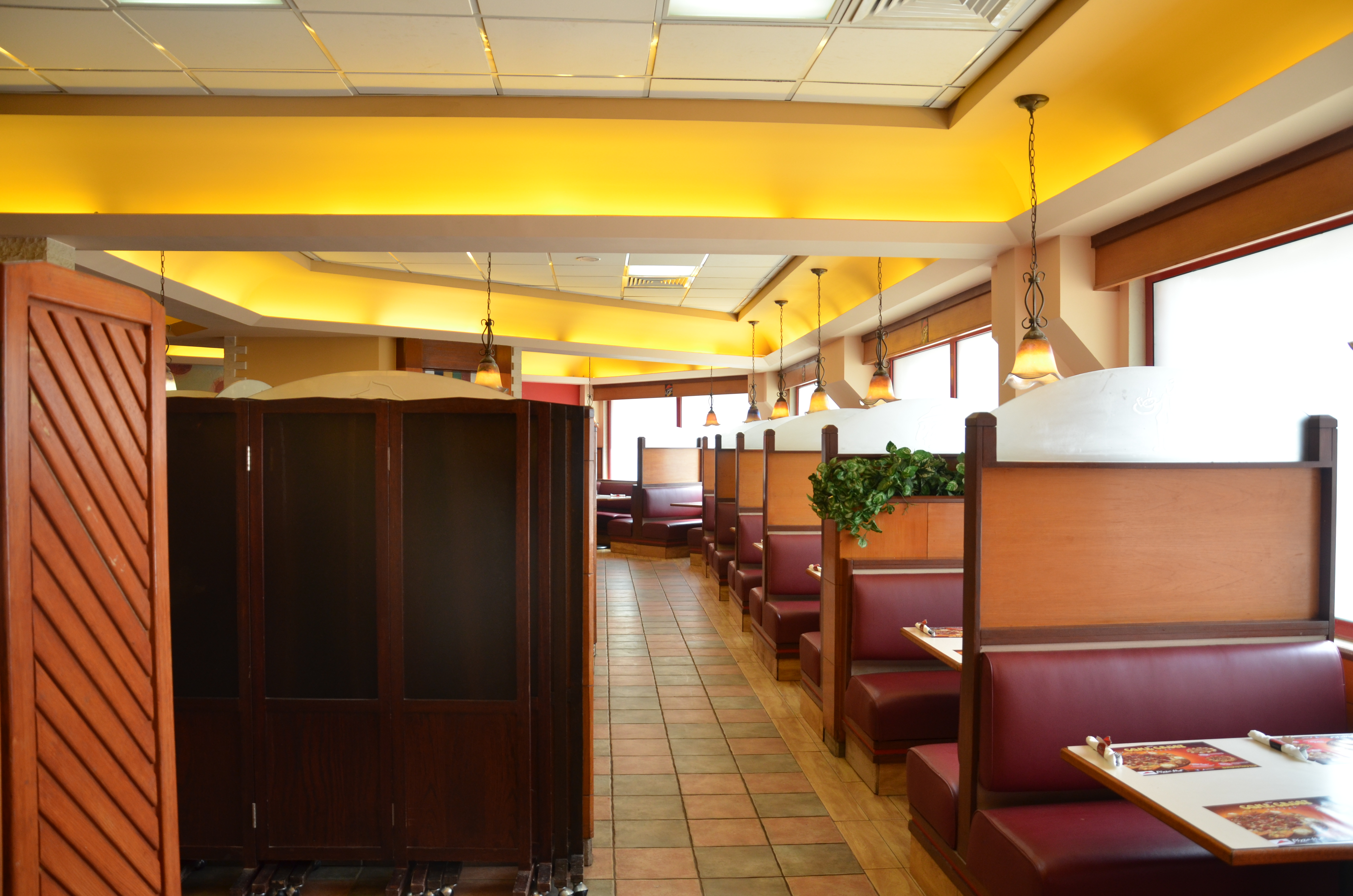
피자헛 테이블
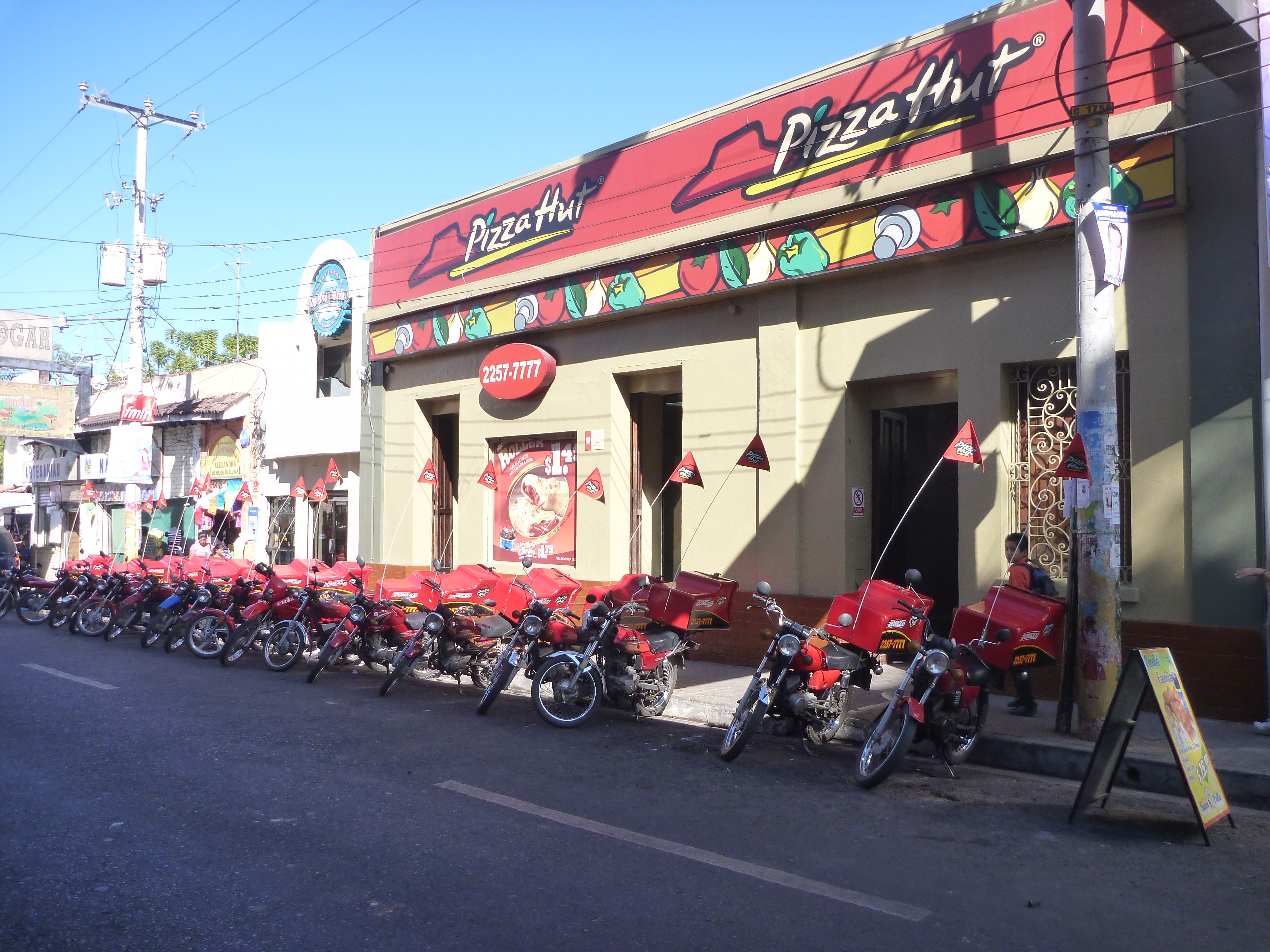
엘살바도르에 있는 피자헛 매장
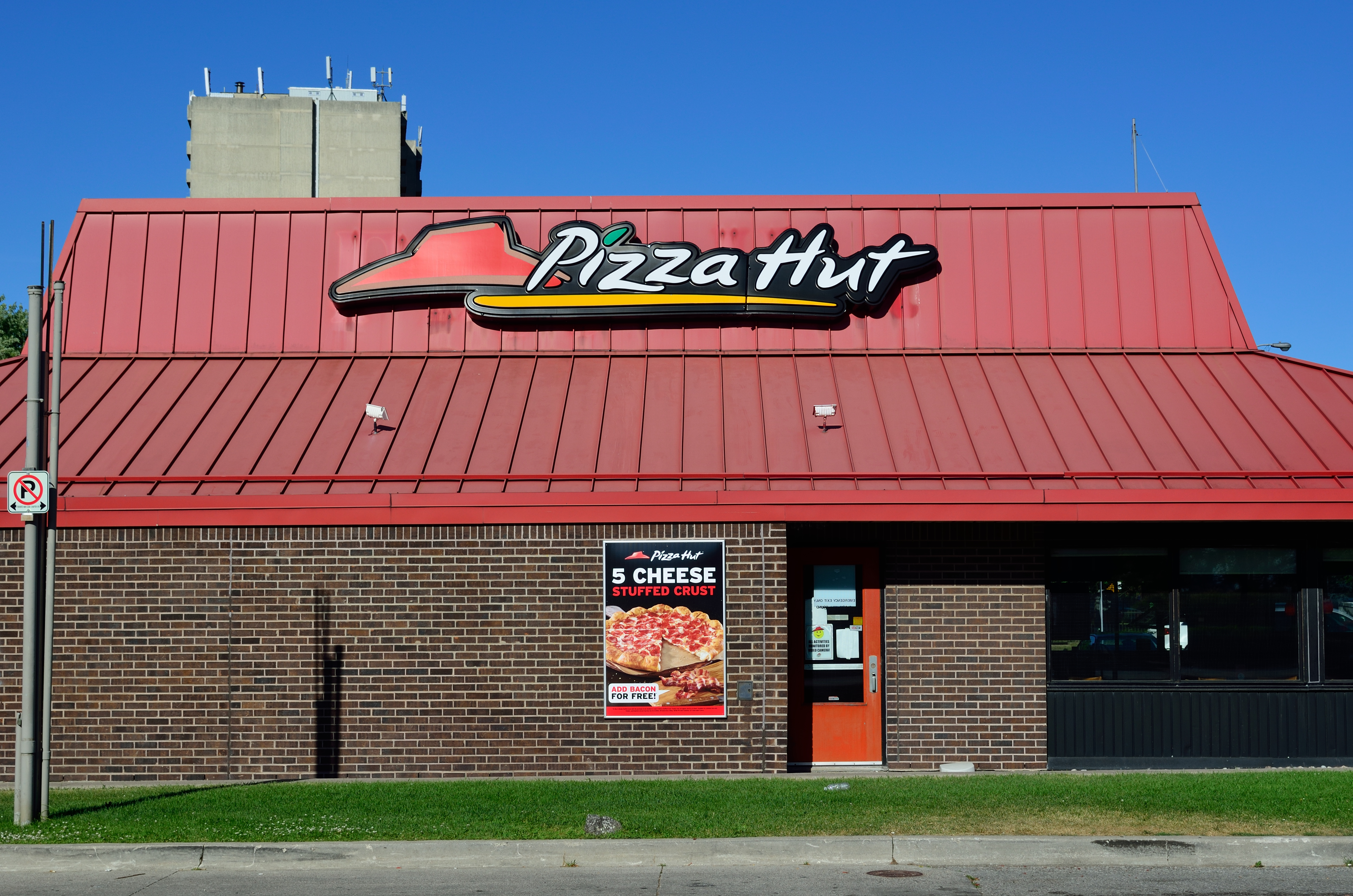
캐나다에 있는 피자헛 매장
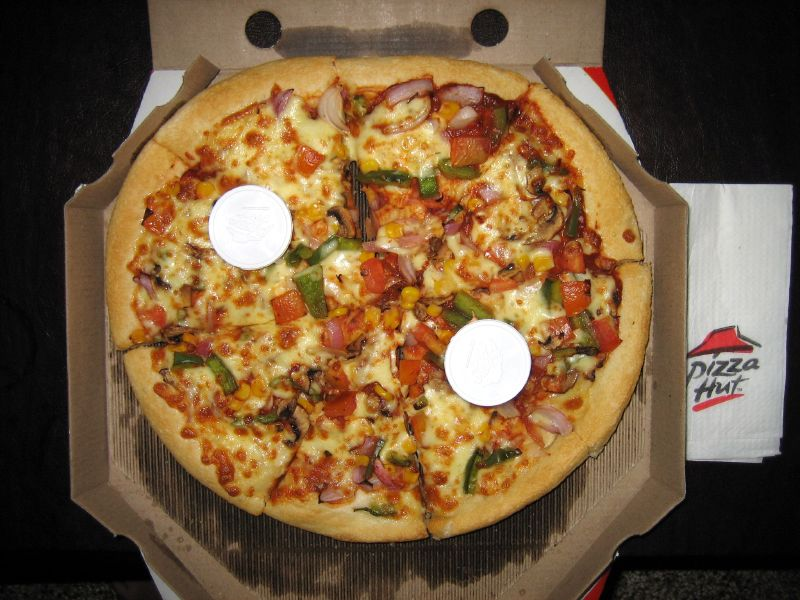
인도에서 판매중인 피자헛 피자